# World Masters Athletics Championships
Die World Masters Athletics Championships (WMAC) sind die Leichtathletik-Weltmeisterschaften der Seniorinnen und Senioren ab 35 Jahren. Sie werden seit 1975 alle zwei Jahre ausgetragen. Entsprechend der Einteilung der World Athletics (bis 2019: IAAF) werden die Besten in Altersklassen in 5-Jahresschritten ermittelt. Zwischen 1992 und 2004 wurden zweijährlich auch Weltmeisterschaften im Straßenlauf ausgetragen. Seit 2004 gibt es in der Wintersaison jeweils die Hallenweltmeisterschaften im jährlichen Wechsel mit den Freiluftwettbewerben.

## Geschichte
Die ersten organisierten Seniorenleichtathleten waren Langstreckenläufer, welche sich im Jahr 1968 als Interessengemeinschaft Älterer Langstreckenläufer (IGÄL) organisierten und eigene Marathonmeisterschaften in den Niederlanden durchführten. Ihr Ziel waren allgemein anerkannte Wettbewerbe in eigenen Altersklassen. Zu den Gründern der IGÄL gehörten Arthur Lainbert, Meinrad Nägele, Dr. Ernst van Aaken sowie der Belgier Jacques Serruys.
Gleichzeitig und unabhängig von der Straßenlaufbewegung bildeten sich in verschiedenen Ländern bereits kleinere Vereine und Clubs von Seniorenleichtathleten. 1965 formierte sich beispielsweise in den USA das erste USA Masters Track and Field Team, geleitet von dem Anwalt David Pain. 1972 organisierte der Woodford Green AC im Crystal Palace National Sports Centre London die ersten wirklichen internationalen Senioren-Leichtathletikwettbewerbe. An ihnen nahmen Gruppen aus den USA, Kanada und Australien teil.

### I. WMA in Toronto
Die ersten WMA-Meisterschaften wurden 1975 in Toronto vom kanadischen Masters-Verband unter der Leitung von Don Farquharson veranstaltet. An ihnen nahmen Athleten aus 32 Staaten teil. Unter ihnen befand sich, als einziger Teilnehmer aus Italien, auch Cesare Beccalli, der federführend bei der Gründung des italienischen Seniorenverbandes war und zwei Jahre später die ersten Meisterschaften der European Veterans Athletic Association (EVAA) austrug. Weitere prominente Teilnehmer waren der 90-jährige Duncan MacLean und Roy Fowler.
Während der ersten Weltmeisterschaften der Senioren fand sich auch die World Association of Veteran Athletes (WAVA) zusammen. Das Leitungsgremium bestand aus Jack Fitzgerald (GBR); Don Farquharson (CAN), sowie David Pain (USA), Wal Sheppard (AUS), Maeve Kyle (NIR), Jacques Serruys (BEL), Robert Fine (USA), lan Hume (CAN) und Konrad Hernelind (SWE).

### II. WMA in Göteborg
Im Vorfeld der Meisterschaften gab es Diskussionen mit der IAAF über die Zulassung von Teilnehmern, welche ihren Amateurstatus verloren hatten. Mit dem Besuch des damaligen Präsidenten der IAAF, Adriaan Paulen, bei den Meisterschaften und seiner Begeisterung wurde eine Einigung möglich. Zwei Monate nach den Wettbewerben wurde der WAVA das alleinige Recht erteilt, über die Zulassung von Athleten zu entscheiden. Die Altersbegrenzung wurde für Männer auf 40 und für Frauen auf 35 festgelegt. Regel 53 der IAAF wurde dementsprechend geändert.
An den Meisterschaften im Slottskogsvallen Stadion nahmen 2750 Athleten teil. Zu den herausragendsten Momenten gehörte das Aufeinandertreffen des Diskusolympiasiegers von 1972 Ludvík Daněk aus der Tschechoslowakei mit dem mehrfachen Olympiasieger Al Oerter aus den USA. Im Lauf waren die Auftritte von Roy Fowler (Großbritannien) und Gaston Roelants (Belgien) bedeutend. Roelants lief über 3000 Meter Hindernis einen Seniorenweltrekord und beendete danach seine aktive Laufbahn. Erstmals startete in Göteborg der lange Zeit dominierende, blinde Sprinter Fritz Assmy (Deutschland). Weitere Meisterschaftsdebütanten waren die Australier Tony Blue und Noel Clough (800 m), der Schweizer Speerwerfer Urs von Wartburg und Jan Hesselberg aus Norwegen. Einmal mehr sorgten auch Jack Greenwood und der nunmehr 92-jährige Duncan MacLean für Aufmerksamkeit.
In Göteborg waren erstmals auch die Frauenwettbewerbe stärker präsent, unterstrichen durch das Seniorendebüt von Miki Gormann (USA).
Am 9. August 1977 gründete sich die WAVA offiziell. Die Geschäftsführung wurde erweitert um Vertreter aus den einzelnen Kontinenten und eine Satzung wurde beschlossen.

## Austragungsorte
- 1975 Toronto  Kanada
- 1977 Göteborg  Schweden
- 1979 Hannover  Deutschland
- 1981 Christchurch  Neuseeland
- 1983 San Juan  Puerto Rico
- 1985 Rom  Italien
- 1987 Melbourne  Australien
- 1989 Eugene  Vereinigte Staaten
- 1991 Turku  Finnland
- 1992 Birmingham  Vereinigtes Königreich (Straßenlauf)
- 1993 Miyazaki  Japan
- 1994 Scarborough  Kanada (Straßenlauf)
- 1995 Buffalo  Vereinigte Staaten
- 1996 Brügge  Belgien (Straßenlauf)
- 1997 Durban  Südafrika
- 1998 Kōbe  Japan (Straßenlauf)
- 1999 Gateshead  Vereinigtes Königreich
- 2000 Valladolid  Spanien (Straßenlauf) – abgesagt
- 2001 Brisbane  Australien
- 2002 Riccione  Italien (Straßenlauf)
- 2003 Carolina  Puerto Rico
- 2004 Sindelfingen  Deutschland (Hallenweltmeisterschaften)
- 2004 Manukau City/Auckland  Neuseeland (Straßenlauf)
- 2005 San Sebastian  Spanien
- 2006 Linz  Österreich (Hallenweltmeisterschaften)
- 2007 Riccione  Italien
- 2008 Clermont-Ferrand  Frankreich (Hallenweltmeisterschaften)
- 2009 Lahti  Finnland
- 2010 Kamloops  Kanada (Hallenweltmeisterschaften)
- 2011 Sacramento  Vereinigte Staaten
- 2012 Jyväskylä  Finnland (Hallenweltmeisterschaften)
- 2013 Porto Alegre  Brasilien
- 2014 Budapest  Ungarn (Hallenweltmeisterschaften)
- 2015 Lyon  Frankreich
- 2016 Perth  Australien[3]
- 2017 Daegu  Südkorea (Hallenweltmeisterschaften)
- 2018 Málaga  Spanien
- 2019 Toruń  Polen (Hallenweltmeisterschaften)
- 2020 Toronto  Kanada – abgesagt wegen der COVID-19-Pandemie, ursprünglich geplant für den 21. Juli bis 1. August.[4][5]
- 2022 Tampere  Finnland
- 2023 Toruń  Polen (Hallenweltmeisterschaften)
- 2024 Göteborg  Schweden